# Хозяева СССР, или Обезьянье рыло
«Хозяева СССР, или обезьянье рыло» — сборник видеоклипов группы НОМ, выпущенный в 1995 году на видеокассетах и переизданный в 2004 году на DVD. Включает в себя видеоклипы раннего творчества группы НОМ, выступления на концерте в ДК МАИ 1994 года и короткометражные ролики.

## Синопсис
Весь сюжет раскрывается через интермедии и вставки между видеоклипами раннего творчества группы и концертным выступлением ДК МАИ.
Главный герой истории — взрослый, но слабоумный мужчина, которого всюду водит за собой его мать — женщина, злоупотребляющая алкоголем (показано в интермедии перед клипом «Город»). Чтобы прокормиться, она занимается попрошайничеством в электричках, таская сына за собой как часть своего «репертуара». Эта тягостная, унизительная жизнь заканчивается внезапно: в порыве бунта или безумия сын убивает свою мать. Труп он прячет в пустом тамбуре одного из вагонов электропоезда и уходит в Москву, в надежде обрести «ум и разум». В столице начинается его странствие, полное чудес, фантасмагорий и откровений. Он встречает крупных придорожных мужчин-зайцев («Город»), фашиста на велосипеде («Свинух»), Выгнутоспинных («У Карытцу Машек»), Инопланетного Жреца («Случай в Пионэрской Комнате», данный клип не попал в финальную версию, но был показан в качестве бонус-материала VHS и DVD изданий). Но на этом его просвещение не заканчивается. Герой учится вырезать тетраэдр из хурмы (небольшая вставка перед исполнением песни «Королева Гадина»), узнает, каков процент гомосексуалистов («7%»); слушает повествования о пионерах Портновой и Хоменко (отрывок из выпуска передачи «Экзотика» 1992 года), образовательную передачу «ТелеЯщер» (пародия на телепередачи 90-х), слушает музыку и так далее. Под влиянием этих встреч и знаний он превращается во что-то иное, меняется до неузнаваемости.

## Список композиций
Музыкальные клипы
1. Нина
2. Свинух
3. Город
4. У карытцу машек
5. Хор затейников из кондукторского резерва
6. Насекомые

Концертное исполнение
1. Мушища
2. Скотинорэп
3. Live in porto Negoro
4. Королева-гадина
5. Душа и череп
6. УКМ-2
7. Я Дурак
8. Сенька-Мосг/хаз
9. Вечный Огонь

Бонус (не вошедшее)
1. Случай в пионерской комнате
2. Карлик
3. Протез
4. Сволочь (Нина-2)
5. Укрблюз (только на DVD-изданиях)
6. Баллада о межпланетной любви (только на DVD-изданиях)
7. Марш косморазведчиков (только на DVD-изданиях)